# The Soft Bulletin
The Soft Bulletin è il nono album in studio della band statunitense The Flaming Lips, pubblicato nel 1999 dalla Warner Bros. Records.

## Registrazione e composizione
Nato dalle sessioni del precedente Zaireeka, The Soft Bulletin venne registrato facendo uso di diverse tastiere MIDI, usate per ricreare delle sonorità orchestrali, sintetizzatori e ritmi elettronici oltre che della consueta strumentazione rock.
Tra le uscite più complesse e articolate dei Flaming Lips, The Soft Bulletin vede la band allontanarsi in buona parte dal suo distintivo rock alternativo per avvicinarsi a un pop barocco orecchiabile e accessibile che sfrutta complessi arrangiamenti sonori, esclude quasi del tutto le chitarre e risente l'influenza del rock progressivo. Cambiano anche i testi, che si fanno più seri e riflessivi. Qualche critico ha definito The Soft Bulletin «il Pet Sounds degli anni novanta».

## Esibizioni dal vivo
In qualche circostanza, a partire dalla fine degli anni 2010, l'album è stato interamente eseguito dal vivo. Durante un concerto tenuto il 26 maggio 2016, The Soft Bulletin venne suonato dal gruppo insieme a un'orchestra.

## Copertina
La copertina dell'album è una versione modificata di una fotografia scattata da Lawrence Schiller intitolata The Acid Test: Neal Cassady, che, secondo il suo autore, raffigura Neal Cassady intento a ballare con la propria ombra durante uno degli Acid Test organizzati dai Merry Pranksters. La fotografia originale è apparsa in un articolo sull'LSD comparso nel 1966 sulla rivista Life.

## Accoglienza
| Recensione                    | Giudizio       |
| ----------------------------- | -------------- |
| Metacritic                    | 85/100         |
| AllMusic                      |                |
| Entertainment Weekly          | A              |
| The Guardian                  |                |
| Melody Maker                  |                |
| NME                           |                |
| Pitchfork                     |                |
| Rolling Stone                 |                |
| The Rolling Stone Album Guide |                |
| Spin                          |                |
| The Village Voice             | B              |
| Ondarock                      | Pietra miliare |
| Piero Scaruffi                |                |

The Soft Bulletin ha ricevuto elogi dai fan e dai critici e viene spesso considerato il capolavoro dei Flaming Lips.. Robert Dimery ha inserito The Soft Bulletin e il seguente Yoshimi Battles the Pink Robots nel suo libro dedicato "1001 album da sentire prima di morire". Pitchfork ha dato all'album una valutazione pari a 10/10 e lo ha inserito al terzo posto della sua casistica dei 100 migliori album degli anni novanta. Anche Jason Ankeny di AllMusic ha assegnato all'album il massimo dei voti. Il recensore sostiene che «non si può dire cosa faranno i Lips da qui in poi, ma è quasi una domanda fuori questione - The Soft Bulletin non è solo il miglior album del 1999, ma potrebbe trattarsi del miglior disco dell'intero decennio».
Ondarock apprezza l'album e lo inserisce tra le sue "pietre miliari", ma afferma che «il sound limpidissimo e arioso spesso coincide con un ammassarsi esagerato di linee strumentali caotiche, di tempi troppo dilatati e strofe lunghissime riempite da fin troppo numerosi effetti sonori».
Secondo quanto riporta Nielsen SoundScan, The Soft Bulletin aveva venduto 100.000 copie negli Stati Uniti fino al 2002.

## Formazione
- Wayne Coyne - voce, chitarra, pianoforte, tastiere, synth, orchestrazioni, percussioni
- Steven Drozd - chitarra, batteria, tastiere, pianoforte, orchestrazioni, batteria elettronica
- Mike Ivins - basso, tastiere

## Tracce
1. Race for the Prize (Mokran Remix) – 4:09
2. A Spoonful Weighs a Ton – 3:32
3. The Spark That Bled – 5:55
4. The Spiderbite Song – 3:53
5. Buggin' (Mokran Remix) – 3:16
6. What Is the Light? – 4:05
7. The Observer – 4:11
8. Waitin' for a Superman – 4:17
9. Suddenly Everything Has Changed – 3:54
10. The Gash – 4:02
11. Feeling Yourself Disintegrate – 5:17
12. Sleeping on the Roof – 3:09
13. Race for the Prize ("Sacrifice of the New Scientists") – 4:18
14. Waitin' for a Superman (Mokran Remix) – 4:19